# Boîte à clés
Pour les articles homonymes, voir Boîte.
Une boîte à clés est un petit conteneur conteneur à combinaison ou à clé, fixe ou mobile, qui contient des clés. Les boîtes à clés sont notamment utilisées par les loueurs de meublés non professionnels (type Airbnb) pour que leurs clients, qui ont réservé via un site internet, puissent obtenir les clés de leurs logements en leur absence.

## Autres usages
Au Canada, les bâtiments à risque élevé ou très élevé, soit ceux de plus de 4 étages, doivent déjà avoir une boîte à clés Supra pour leur édifice : elles permettent aux services de secours un accès à tout l'immeuble

## Critiques
Parmi les critiques que ce type de système génère, on peut citer l'absence de contrôle d'identité de la personne occupant le logement, qui peut n'être pas celle qui a réservé, une combinaison pouvant être transmise à beaucoup de personnes. 
Les villes (comme Paris, Saint-Malo, Lille) peuvent aussi lutter contre la prolifération de boites à clés (et aussi de logements de type Airbnb) placées sur du mobilier urbain : elles placent des avertissements mentionnant un délai au delà duquel les boîtes à clés sont enlevées

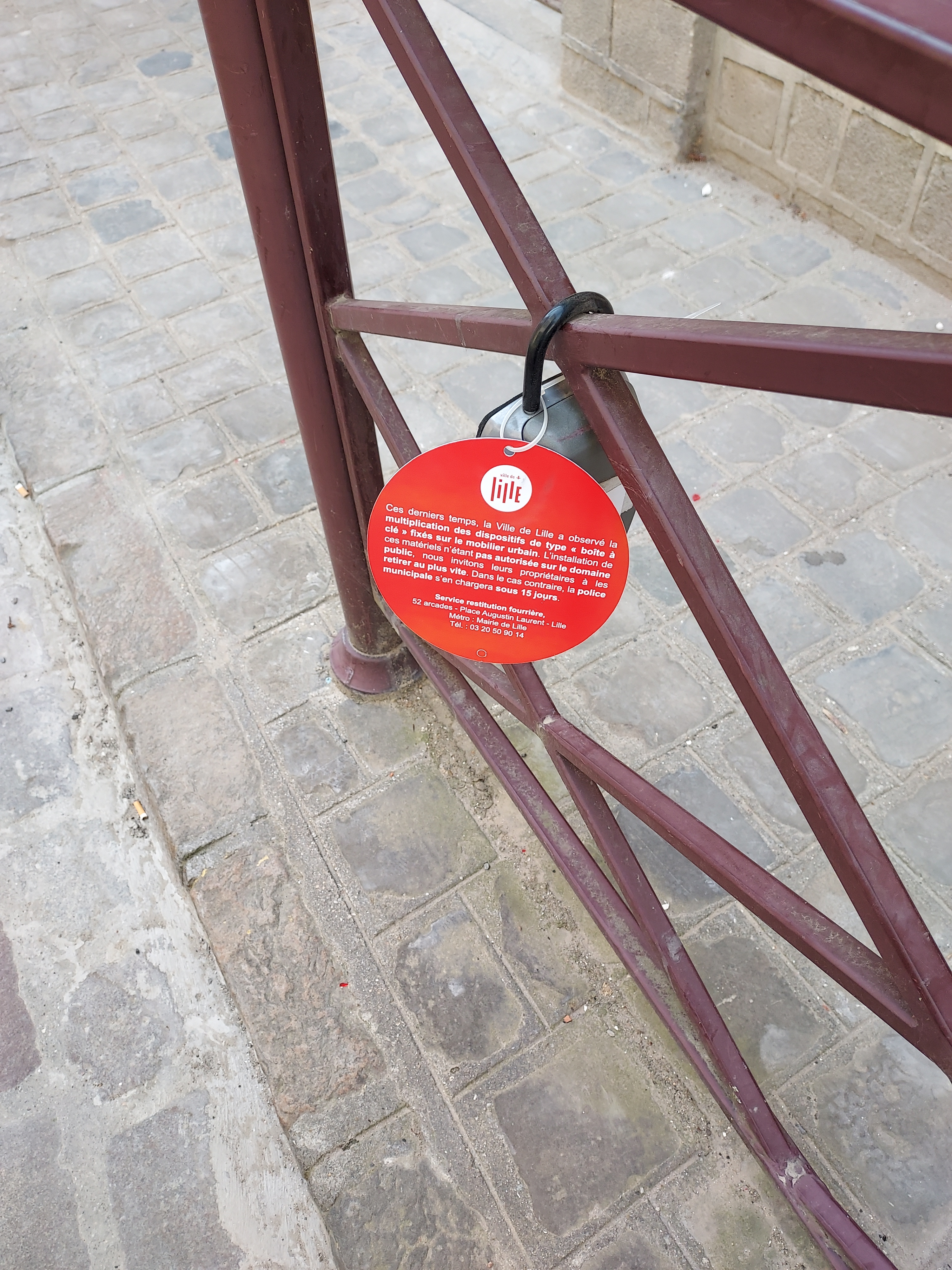
Message d'avertissement apposé par la ville de Lille sur une boîte à clés placée sur du mobilier urbain, cette utilisation n'étant pas autorisée sur le domaine public